# Sombre Chemin
Sombre Chemin est un groupe de black metal français, originaire de Paris, en Île-de-France. Le thème musical principal du groupe est principalement l'héritage culturel de la France. Le groupe est mieux connu dans la scène underground,, et est parfois considéré comme un groupe de NSBM. Le symbole du groupe est une croix celtique stylisée. Metal Underground considère le groupe comme l'un des plus sous-estimés de la scène.

## Biographie
Sombre Chemin est formé en 2000 à Paris par VilwolfHeim. Ce dernier explique avoir lancé son « propre projet, une exploration personnelle du metal noir, style que j'appréciais énormément depuis déjà plusieurs années. » Le nom du groupe s'inspire notamment de la pochette de l'album Hvis lyset tar oss de Burzum,. En 2001, le groupe sort sa première démo intitulée Légion des brumes. L'année suivante, en 2002, il publie le split Mémoire païenne.
En 2005 sort le premier album studio du groupe intitulé Doctrine au label Taran Productions. Cette même année, le groupe effectue un split intitulé Durch Ruinen und düstere Kriegsfelder avec le groupe Ornaments of Sin. En 2006, Sombre Chemin publie son deuxième album studio, Notre héritage ancestral, au label allemand Nebelfee Klangwerek. Cette même année, le groupe contribue à la compilation Graveland Tribute, publiée en février, avec sa chanson The Gate to the Kingdom of Darkness. Il publie ensuite un EP/album intitulé Hétérodoxie : opus I Haine en 2007 au label Sabbath's Fire.
En 2011 sort le troisième album studio du groupe, Hétérodoxie : Opus III au label Sabbath's Fire Records.

## Membres

### Membres actuels
- VilwolfHeim – guitare, basse, clavier, batterie[4]
- Weltanschauung – chant[4]
- Svartulv – chant féminin (en session)[4]

### Anciens membres
- Valnoir – chant solo (2001)[4]
- Wolfin – batterie (2002)[4]
- Vjohrrnt Varg Wodansson – chant (2003) [4]

## Discographie

### Albums studio
- 2005 : Doctrine
- 2006 : Notre héritage ancestral
- 2011 : Hétérodoxie: Opus III (Involution)

### Démos
- 2001 : Légion des brumes
- 2004 : Nacht und Krieg
- 2005 : Mémoire païenne

### Splits
- 2002 : Mémoire païenne
- 2004 : L'aurore de notre triomphe
- 2004 : Usque ad Mortem / Perinde ac Cadaver
- 2005 : Durch Ruinen und düstere Kriegsfelder
- 2005 : Parmi les ruines...
- 2010 : Hétérodoxie: Opus II (Fierté)

### EP
- 2007 : Hétérodoxie: Opus 1 (Haine)

### Compilation
- 2005 : Nous resterons fidèles...